# 山鹿郡
- 令制国一覧 > 西海道 > 肥後国 > 山鹿郡
- 日本 > 九州地方 > 熊本県 > 山鹿郡

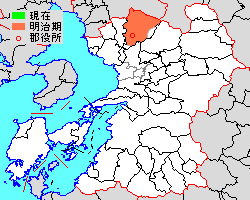
熊本県山鹿郡の位置

山鹿郡（やまがぐん）は、熊本県（肥後国）にあった郡。

## 郡域
1879年（明治12年）に行政区画として発足した当時の郡域は、山鹿市の大部分（鹿央町梅木谷、鹿央町北谷より南西および菊鹿町木野、菊鹿町池永、菊鹿町宮原、菊鹿町阿佐古以東を除く）にあたる。

## 歴史

### 近世以降の沿革
- 明治初年時点では全域が肥後熊本藩領であった。「旧高旧領取調帳」に記載されている明治初年時点での村は以下の通り。（2町64村）

湯町、宗方村、竹林寺村、中村、長坂村、南島村、志々岐村、小原村、坂田村、西牧村、椿井村、麻生野村、保多田村、鍋田村、上城村、城村、保柳村、小群村、上平山村、下平山村、岩野村、四町村、上芋生村、下芋生村、上小坂村、下小坂村、上津留村、下津留村、下宮村、寺島村、上杉村、下杉村、石村、熊入村、下高橋村、石淵村、庄村、下永野村、上永野村、五郎丸村、上内田村、矢谷村、相良村、椎持村、多久村、山内村、長谷川村、長谷村、太田村、下内田村、津袋村、高橋村、上御宇田村、下御宇田村、蒲生村、霊仙村、久原村、今田村、上吉田村、名塚村、下吉田村、古閑村、白石村、日置村、新町、方保田村
- 明治3年（1870年） - 玉名郡姫井村・宮村・久野村・下千田村・上千田村・広村・上広村・下原村・米野村・堂米野村・下米野村・上岩原村・岩原村・郷原村・牟田村・古閑原村・持松村・上小柳村・中小柳村・下小柳村・下梶屋村・上梶屋村・小島村・藤井村・分田村・川崎村・中富村・上中富村の所属郡が本郡に変更。（2町92村）
- 明治4年7月14日（1871年8月29日） - 廃藩置県により熊本県（第1次）の管轄となる。
- 明治5年6月14日（1872年7月19日） - 白川県の管轄となる。
- 明治7年（1874年）（2町82村）
  - 上平山村・下平山村が合併して平山村となる。
  - 上津留村・下津留村・下宮村が合併して津留村となる。
  - 上杉村・下杉村が合併して杉村となる。
  - 長谷川村・長谷村が合併して長村となる。
  - 上小柳村・中小柳村・下小柳村が合併して小柳村となる。
  - 上城村・保柳村が城村に、白石村が古閑村にそれぞれ合併。
- 明治8年（1875年）（2町54村）
  - 12月10日 - 熊本県（第2次）の管轄となる。
  - 上芋生村・下芋生村が合併して芋生村となる。
  - 上小坂村・下小坂村が合併して小坂村となる。
  - 宮村・久野村・下千田村・上千田村が合併して千田村となる。
  - 下梶屋村・上梶屋村が合併して梶屋村となる。
  - 川崎村・中富村が合併して中川村となる。
  - 霊仙村・今田村が久原村に、日置村が方保田村に、上広村・下原村が広村に、堂米野村・下米野村が米野村に、上岩原村・郷原村が岩原村に、牟田村・古閑原村が持松村にそれぞれ合併。
  - 上中富村が改称して中富村となる。
- 明治9年（1876年）（2町52村）
  - 姫井村・米野村が合併して合里村となる。
  - 上御宇田村・新町が合併して来民町となる。
- 明治11年（1879年） - 湯町・竹林寺村が合併して山鹿町となる。（2町51村）
- 明治12年（1879年）
  - 1月20日 - 郡区町村編制法の熊本県での施行により、行政区画としての玉名郡が発足。「山鹿山本郡役所」が山鹿町に設置され、山本郡とともに管轄。
  - 下御宇田村が改称して御宇田村となる。

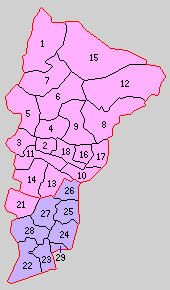
1.岩野村 2.山鹿町 3.川辺村 4.八幡村 5.平小城村 6.三岳村 7.広見村 8.六郷村 9.三玉村 10.中富村 11.米田村 12.内田村 13.千田村 14.米野岳村 15.岳間村 16.来民町 17.稲田村 18.大道村（桃：山鹿市 21 - 29は山本郡）

- 明治22年（1889年）4月1日 - 町村制の施行により、以下の町村が発足。全域が現・山鹿市。（2町16村）
  - 岩野村（単独村制）
  - 山鹿町 ← 山鹿町、宗方村
  - 川辺村 ← 鍋田村、保多田村、西牧村、椿井村、麻生野村
  - 八幡村 ← 熊入村、石村、下吉田村、名塚村、杉村
  - 平小城村 ← 城村、小群村、平山村
  - 三岳村 ← 津留村、寺島村、小坂村
  - 広見村 ← 芋生村、四町村
  - 六郷村 ← 下内田村、長村、太田村、下永野村、上永野村、五郎丸村
  - 三玉村 ← 蒲生村、久原村、上吉田村
  - 中富村 ← 分田村、小柳村、梶屋村、中富村、中川村
  - 米田村 ← 長坂村、南島村、志々岐村、小原村、坂田村
  - 内田村 ← 上内田村、矢谷村、相良村、山内村
  - 千田村 ← 千田村、持松村、広村
  - 米野岳村 ← 岩原村、合里村
  - 岳間村 ← 多久村、椎持村
  - 来民町 ← 来民町、御宇田村
  - 稲田村 ← 庄村、石淵村、高橋村、下高橋村、津袋村、小島村
  - 大道村 ← 方保田村、古閑村、中村、藤井村
- 明治29年（1896年）4月1日 - 郡制の施行のため、「山鹿山本郡役所」の管轄区域をもって鹿本郡が発足。同日山鹿郡廃止。